# والتر فون لوتویتس
والتر کارل فردریش ارنست امیل فرایهر فون لوتویتس (آلمانی: Walther Karl Friedrich Ernst Emil Freiherr von Lüttwitz) یک ژنرال امپراتوری آلمان بود که در جنگ جهانی اول شرکت داشت. لوتویتس بیشتر به دلیل نقش مهمی که طی کودتای کاپ در سال ۱۹۲۰ میلادی برای سرنگونی جمهوری وایمار داشت شناخته می‌شود.

## دوران کودکی
لوتویتس در ۲ فوریه ۱۸۵۹ در شهر کروچ‌بورگ واقع در سیلزی علیا که آن زمان جزوی از پروس (امروز با نام بوگاچیتسا (استان اوپوله) جزوی از لهستان) بود به دنیا آمد.
او از سال ۱۸۷۸ تا ۱۸۸۷ مشغول آموزش‌های نظامی بود و پس از دریافت درجه افسری از ۱۸۸۷ تا ۱۸۹۰ در دانشکده جنگ پروس مشغول به تحصیل شد. او از سال ۱۸۹۰ تا ۱۹۱۲ واحدهای گوناگونی را فرماندهی نمود تا اینکه در این سال به ستاد کل آلمان پیوست. ویلهلم، ولیعهد آلمان در توصیف لوتویتس می‌گوید: «مردی مناسب‌تر از فرماندهان ارتش مانند گبهارد لبرشت فون بلوشر و آوگوست نایدهارت فن گنایزناو برای فرماندهی نیروها.»

## جنگ جهانی اول
در جنگ جهانی اول لوتویتس سمت‌های بلندپایه نظامی گوناگونی را به عهده داشت. از ۲ اوت تا ۲۶ سپتامبر ۱۹۱۴ رئیس ستاد ارتش چهارم امپراتوری آلمان بود. سپس تا ۲۸ ژوئن ۱۹۱۵ فرمانده لشکر ۳۳ امپراتوری آلمان بود و بعد از آن لشکر ۲ پیاده‌نظام گارد امپراتوری آلمان را از ۲۹ ژوئن تا ۲۵ سپتامبر رهبری می‌نمود. او از ۲۲ دسامبر ۱۹۱۵ تا ۲۰ اوت ۱۹۱۶ فرماندهی سپاه دهم امپراتوری آلمان را در دست داشت و در نبرد دوم شامپانی شرکت کرد. لوتویتس در ۲۱ اوت ۱۹۱۶ به ریاست ستاد ارتش پنجم (که فرماندهی کل آن با شاهزاده ویلهلم بود) منصوب شد و به خوبی توانست عواقب منفی ناشی از ارسال تمام منابع نظامی به نبرد وردن را کاهش دهد.
در ۲۵ نوامبر ۱۹۱۶ لوتویتس به فرماندهی سپاه سوم امپراتوری آلمان رسید. در ۲۶ اوت ۱۹۱۶ او به نشان پور لو مریت مفتخر شد که در مارس ۱۹۱۸ میلادی به دلیل نقشش در یورش بهاره آلمان «برگ بلوط» هم به این نشان اضافه گردید. لوتویتس در اوت ۱۹۱۸ به درجه ژنرال پیاده‌نظام رسید.

## پس از جنگ

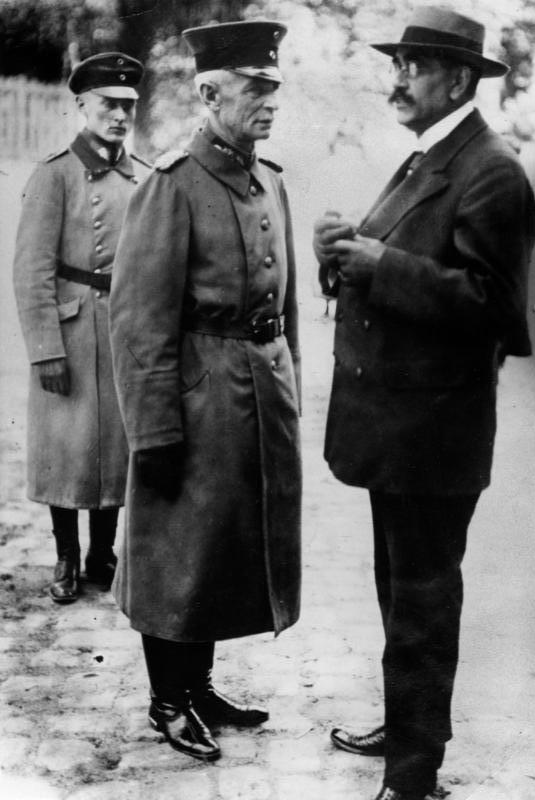
والتر فون لوتویتس (در مرکز تصویر) به همراه گوستاو نسکه (در سمت راست)، سال ۱۹۲۰ میلادی

با بسته‌شدن پیمان آتش‌بس و شروع انقلاب آلمان در ۲۸ دسامبر ۱۹۱۸ شورای نمایندگان مردم لوتویتس را به فرماندهی کل قوا در برلین و حومه منصوب نمود. او در این سمت علاوه بر فرماندهی قوای ارتش، مسئولیت تمام واحدهای فرای‌کور را هم در این ناحیه به عهده داشت. او را به واسطه اتکا بسیارش به این نیروهای نظامی‌نما «پدر فرای‌کور» می‌خوانند.
در ژانویه ۱۹۱۹ میلادی لوتویتس به فرمان وزیر دفاع وقت گوستاو نسکه، با کمک فرای‌کورها خیزش ژانویه را سرکوب نمود. در مه ۱۹۱۹ دولت وقت آلمان او را به سمت فرمانده کل تمام قوای نظامی آلمان در هنگام بحران یا جنگ منصوب کرد. لوتویتس علی‌رغم آنکه یک مقام نظامی بود خواسته‌های سیاسی خارج از حوزه اختیارات خود مانند غیرقانونی کردن اعتصاب یا لغو بیمه بیکاری را داشت.: ۲۱۶ 

## کودتای کاپ-لوتویتس
لوتویتس هم مانند بسیاری از اعضای رایشسور مخالف صریح پیمان ورسای بود که در ژوئن ۱۹۱۹ امضا شده بود. او نگران بود که مفاد پیمان موجب فروپاشی ارتش در دوره سازماندهی مجدد دچار فروپاشی شود. لوتویتس به خصوص از بخش‌هایی از پیمان، مانند کاهش نفرات ارتش آلمان به ۱۰۰٬۰۰۰ نفر، انحلال فرای‌کور و استرداد ۹۰۰ نفر که متفقین آن‌ها را به جنایت جنگی محکوم کرده بودند ناخشنود بود و قصد داشت از پیمان سرپیچی نماید. در نخستین اقدام، لوتویتس در ژوئیه ۱۹۱۹ در توطئه‌ای جهت جایگزینی دولت فریدریش ابرتر با یک دیکتاتوری نظامی دخیل بود.
در ۲۹ فوریه ۱۹۲۰ وریر دفاع نوسکه فرمان انحلال دوتا از مهم‌ترین واحدهای فرای‌کور با نام‌های بریگاد دریایی لوئن‌فیلد و بریگاد دریایی ایرهارت را صادر نمود. فرمانده تیپ ایرهارت با نام هرمان ایرهارت از این دستور سرپیچی نمود: ۵۱  و در ۱ مارس بدون دعوت از نوسکه رژه‌ای را برگزار کرد.: ۲۱۸  در این رژه لوتویتس اعلام کرد که از دست دادن چنین واحد مهمی را نمی‌پذیرد. نوسکه هم در پاسخ به این صحبت‌ها بریگادهای دریایی را از فرماندهی لوتویتس خارج نمود اما لوتویتس به این دستور توجهی نکرد، هرچند که به دیدار با رئیس‌جمهور موافقت نمود.
در عصر ۱۰ مارس لوتویتس به همراه تعدادی از افسران ستادش به دیدار رئیس‌جمهور رفت. رئیس‌جمهور از نوسکه هم دعوت کرده بود تا در این نشست حضور داشته باشد. لوتویتس ضمن تکیه برخواسته‌های احزاب دست‌راستی مواردی از خواسته‌های خود را نیز مطرح کرد. این خواسته‌ها عبارت بودند از: انحلال فوری مجلس ملی، برگزاری انتخابات جدید رایشتاگ، انتصاب تکنوکرات‌ها به عنوان وزرای امور خارجه، اقتصاد و دارایی، برکناری ژنرال والتر راینهارت از Chef der Heeresleitung، گماشتن لوتویتس به عنوان فرمانده عالی نیروهای نظامی و لغو دستور انحلال بریگادهای دریایی. رئیس‌جمهور و وزیر دفاع با این خواسته‌ها مخالفت نموده و وزیر دفاع به لوتویتس گفت که انتظار دارد او تا فردا استعفای خود را تقدیم کند.: ۲۱۹ 
لوتویتس به جای استعفا در ۱۱ مارس به دالگوو-دوبریتس رفت و از ایرهارت پرسید که می‌تواند همان شب برلین را اشغال نماید؟ ایرهارت در پاسخ گفت که نیاز به یک روز زمان دارد و می‌تواند در صبح ۱۳ مارس برلین را اشغال کند. لوتویتس فرمان اشغال برلین را داد و ایرهارت هم مشغول آماده‌سازی کارها شد. در این مرحله لوتویتس گروهی به نام انجمن ملی (آلمانی: Nationale Vereinigung) را هم وارد کودتا کرد. این گروه شامل ولفگانگ کاپ از حزب خلق ملی آلمان، ژنرال بازنشسته اریش لودندورف، والدمار پابست و تارگوت فون یاگو (آخرین رئیس پلیس برلین در دوران امپراتوری) می‌شد.: 219 : 50–51 : 25  هدف این گروه ایجاد یک دولت تمامیت‌خواه (نه سلطنتی) و بازگشت به ساختار فدرال زمان امپراتوری بود. لوتویتس از این افراد خواست تا آماده در دست گرفتن دولت در ۱۳ مارس باشند.: 219–220  خود لوتویتس هم هنوز از سمت خود برکنار نشده بود بلکه از ۱۱ مارس صرفاً به صورت موقت تعلیق گشته بود.: 51 
در صبح ۱۳ مارس بریگادهای دریایی در Brandenburger Tor با لوتویتس، لودندورف، کاپ و گروه دیگری از کودتاچیان ملاقات کردند و پس از مدت کوتاهی به سمت صدارت عظمای رایش حرکت نمودند.: 222  کودتاچیان که از حمایت واحدهایی از ارتش هم برخوردار بودند منطقه اداری و دولتی برلین را به سرعت به اشغال خویش درآورده: 26  و کاپ ضمن اعلام خود به عنوان صدراعظم آلمان، دولت موقتی را تشکیل داد.: 26  لوتویتس هم به عنوان فرمانده کل قوا و وزیر دفاع معین شد.
کودتاچیان اگرچه از حمایت بخش‌هایی از ارتش، نیروهای محافظه‌کار و سلطنت‌طلب برخوردار بودند اما نتوانستند بخش اداری دولت را با خود همراه کنند. اعتصاب عمومی که توسط دولت مشروع، اتحادیه‌ها و احزاب شد آغاز شد هم کشور را فلج نمود و راه را برای کودتاچیان دشوار نمود. کاپ پس از مذاکره با اعضای دولت مشروع که در برلین باقی مانده بودند در ۱۷ مارس استعفا داد اما لوتویتس تلاش کرد تا یک روز دیگر هم به عنوان دیکتاتور نظامی باقی بماند. هنگامی لوتویتس استعفا خویش را در ۱۸ مارس تقدیم نمود معاون صدراعظم آیگن شیفر ضمن پذیرش این استعفا (همراه با حقوق بازنشستگی کامل) به لوتویتس پیشنهاد نمود تا از کشور خارج شود تا هنگامی که مجلس در مورد عفو او تصمیم بگیرد. شیفر حتی به لوتویتس پیشنهاد داد که می‌تواند گذرنامه جعلی و پول برای او فراهم نماید.: 229–230 

## پس از کودتا
با شکست کودتا لوتویتس ابتدا به ساکسونی و سپس به مجارستان رفت.: 26  گذرنامه جعلی او را هوادارانش در اداره مرکزی پلیس برلین فراهم نموده بودند.: 231  پس از صدور فرمان عفو عمومی لوتویتس در سال ۱۹۲۴ به آلمان بازگشته و به سیلزی رفت که در آنجا به حمایت از حزب خلق ملی آلمان می‌پرداخت اما دیگر از نظر سیاسی آنچنان فعال نبود. در سال ۱۹۳۱ او خواستار ایجاد جبهه هارتسبورگ شد و هنگامی که هیتلر در سال ۱۹۳۳ قدرت گرفت این موفقیت را به ویلهلم فریک تبریک گفت. کتاب او با نام Im Kampf gegen die November-Republik در سال ۱۹۳۴ منتشر شد.

## زندگی شخصی
لوتویتس دوبار ازدواج نمود و از همسر اولش سه دختر و از همسر دومش یک پسر داشت. پسرش با نام اسمایلو فرایهر فون لوتویتس از فرماندهان ارتش آلمان در جنگ جهانی دوم و پس از آن بود. یکی از دخترانش نیز با یکی از فرماندهان ارتش آلمان به نام کورت فن هامرشتاین-اکورد ازدواج نمود.
لوتویتس در ۲۰ سپتامبر ۱۹۴۲ در برسلاو درگذشت.

## یادداشت
1. ↑  فرایهر لقبی در آلمان بود که برابر است با بارون. این لقب از سال ۱۹۱۹ به بخشی از نام‌خانوادگی اشخاص خاصی بدل شد.